# 珠海島嶼
廣東省珠海市共有146個島嶼，當中大部份島嶼都是位於珠海南部海邊，以萬山群島数量最多。就行政隶属而言，香洲區佔島嶼數最多。

## 主要島嶼
- 香洲區
  - 橫琴島（原分為大、小橫琴兩島，1990年代因填海而把兩島連在一起，為珠海市最大島嶼，島內部分土地劃給澳門特別行政區管理，當中包括澳門大學新校區）
  - 淇澳島（珠海市最北端島嶼）
  - 外伶仃島
  - 桂山島（隘洲列島中人口數最多的島嶼）
  - 中心洲（為一連島沙洲，南與桂山島相連）
  - 牛頭島（又稱榕樹頭島）
  - 大蜘洲
  - 小蜘洲
  - 青洲[需要消歧义]
  - 大頭洲
  - 三角島
  - 赤灘
  - 大烈島
  - 黃茅島
  - 東澳島
  - 大萬山島（隘洲列島中最大島嶼）
  - 小萬山島
  - 貴洲
  - 竹洲
  - 竹洲仔島
  - 隘洲
  - 隘洲仔
  - 黑洲
  - 三門島（三門列島中最大島嶼）
  - 白瀝島
  - 竹頭島
  - 擔桿島（擔桿列島中最大島嶼，珠海市最東端島嶼）
  - 二洲島
  - 直灣島
  - 北尖島（佳蓬列島中最大島嶼）
  - 廟灣島
  - 杉洲（珠海市最南端島嶼）
  - 石欄洲
  - 野狸島
  - 夾洲島
  - 蛇洲
  - 蚝田島
  - 觀音洲
  - 橫山島
  - 雞籠島
  - 大九洲
  - 橫檔島
  - 小蒲台島
  - 大三洲
  - 小三洲
  - 賓洲

- 金灣區
  - 大芒洲（金灣區和斗門區最大島嶼）
  - 橫瀝島
  - 交杯島
  - 東排
  - 大岡島
  - 小岡島
  - 黃麻洲
  - 大杧島
  - 三角山島
  - 獺洲（珠海市最西端島嶼）
  - 杧仔島
  - 荷包島（高欄列島中最大島嶼）
  - 草鞋排島
  - 三牙石島
  - 小青洲
  - 蚊洲

- 斗門區
  - 大芒洲

## 已消失島嶼
- 三灶島（1970年代因填海而與大陸相連，珠海機場的所在地）
- 南水-高欄島（原分為南水島和高欄島兩島，因珠海港填海工程而令兩島合而為一，其後又再填海與大陸相連）
- 大馬騮洲
- 小馬騮洲
- 交杯岛，经鹤洲南围垦后连陆。

## 管豁權已轉移至其他地方的島嶼
- 內伶仃島（2009年9月起正式改屬深圳市）